# Шкель, Фридрих Людвиг
Фридрих Людвиг Шкель (нем. Friedrich Ludwig von Sckell; 13 сентября 1750[…], Вайльбург, Гессен — 24 февраля 1823[…], Мюнхен) — известный немецкий парковый архитектор, создатель Английского парка в Мюнхене.